# Іпполіт Тен
Іпполіт Адольф Тен (фр. Hippolyte Adolphe Taine; 1828, Вузьє, Арденни —1893, Париж) — французький філософ-позитивіст, естетик, письменник, історик, психолог. Засновник культурно-історичної школи у мистецтвознавстві.

## Наукові інтереси
Прагнучи знайти формулу, що охоплює в єдине ціле хаос індивідуальних і неповторних явищ культури, Тен висунув ідею про залежність змін в мистецтві від змін суспільних потреб, побуту, звичаїв та уявлень. Він розглядав мистецтво як органічну складову частину суспільного цілого й виділив соціальні фактори, що визначають своєрідність мистецтва в той чи інший історичний період, в рамках тої чи іншої національної традиції. Такими факторами, на думку Тена, є:
- раса як сукупність вродженних та отриманих у спадок нахилів, пов'язаних з особливостями темпераменту й тілесної конституції;
- середовище проживання, що включає в себе географічне розташування країни, моральні уявлення її народу, побут та форму політичного устрою;
- історичний момент як визначений етап існування даної культури в часі.

## Наукові праці
Написав праці: «Критичні досліди» (1858), «Історія англійської літератури» (т. 1—4,
1863—1864), «Філософія мистецтва» (1865—1869) та ін. В історичній праці «Походження сучасної Франції» (т. 1—3, 1876—93) критика Великої французької революції та якобінської диктатури.
1871 року спільно з Емілем Бутмі та іншими заснував Приватну школу політичних наук (École Libre des Sciences Politiques, Paris).